# Amuratte Torelli

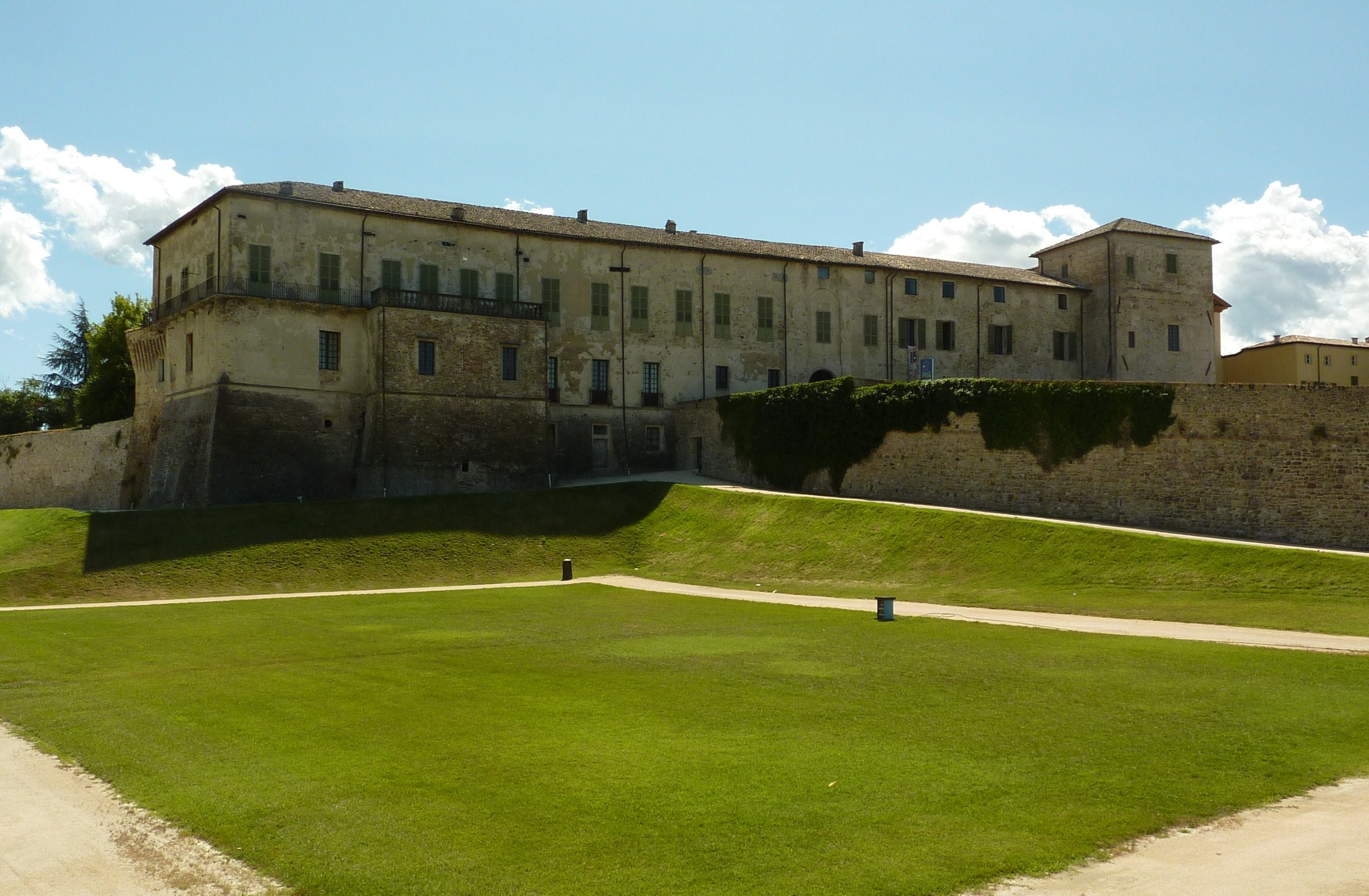
Sala Baganza, Rocca Sanvitale

Amuratte (Amurat) Torelli (... – Sala Baganza, 25 agosto 1482) è stato un condottiero italiano.

## Biografia
Era figlio di Cristoforo I Torelli conte di Montechiarugolo e di Taddea Pio di Carpi.
Entrò nel 1470 al servizio degli Sforza. Nel 1476 partecipò alla difesa del Piemonte contro Carlo I di Borgogna e nel 1477 militò per il re Ferdinando I di Napoli. Quando nel 1482 scoppiò la guerra tra Ludovico il Moro e i Rossi di Parma, Amuratte fu al soldo dei veneziani che affiancarono i Rossi. Per questo, il Moro confiscò i suoi beni e li consegnò a suo fratello Marsilio Torelli.
Coinvolto nella cosiddetta Guerra dei Rossi, nell'agosto 1482 cercò di impadronirsi della rocca Sanvitale di Sala, ma trovò la strenua difesa della cugina Donella de' Rossi. Donella fu l'eroina che salvò la rocca mentre il marito Giberto III Sanvitale era impegnato a fianco degli Sforza: reagì all'attacco di Amuratte e, impossessatasi di un fucile, lo ferì a morte sotto le mura della rocca. Il senato veneziano assegnò la condotta militare al fratello Guido II Torelli.

## Discendenza
Amuratte sposò Giacoma Malaspina di Fivizzano, senza discendenza. Ebbe un figlio naturale, Marcantonio.

## Ascendenza
|                      |               |                       | Genitori                  |  |  | Nonni |  |  | Bisnonni          |  |  | Trisnonni       |  |
|                      |               |                       |                           |  |  |       |  |  | Marsiglio Torelli |  |  | Guido I Torelli |  |
|                      |               |                       |                           |  |  |       |  |  | Marsiglio Torelli |  |  | Guido I Torelli |  |
|                      |               | Eleonora Gonzaga      |                           |  |  |       |  |  | Marsiglio Torelli |  |  |                 |  |
| Guido Torelli        |               |                       |                           |  |  |       |  |  | Marsiglio Torelli |  |  |                 |  |
|                      |               | Elena d'Arco          | Niccolò d'Arco            |  |  |       |  |  |                   |  |  |                 |  |
|                      |               | Elena d'Arco          | Niccolò d'Arco            |  |  |       |  |  |                   |  |  |                 |  |
|                      |               | Elena d'Arco          | Beatrice di Castelbarco   |  |  |       |  |  |                   |  |  |                 |  |
| Cristoforo I Torelli |               | Elena d'Arco          |                           |  |  |       |  |  |                   |  |  |                 |  |
|                      |               | Antonio Visconti      | Vercellino Visconti       |  |  |       |  |  |                   |  |  |                 |  |
|                      |               | Antonio Visconti      | Vercellino Visconti       |  |  |       |  |  |                   |  |  |                 |  |
|                      |               | Antonio Visconti      | Margherita della Pusterla |  |  |       |  |  |                   |  |  |                 |  |
| Orsina Visconti      |               | Antonio Visconti      |                           |  |  |       |  |  |                   |  |  |                 |  |
|                      |               | Anastasia Carcano     | Giovanni Carcano          |  |  |       |  |  |                   |  |  |                 |  |
|                      |               | Anastasia Carcano     | Giovanni Carcano          |  |  |       |  |  |                   |  |  |                 |  |
|                      |               | Anastasia Carcano     | …                         |  |  |       |  |  |                   |  |  |                 |  |
| Amuratte Torelli     |               | Anastasia Carcano     |                           |  |  |       |  |  |                   |  |  |                 |  |
|                      | Giberto I Pio | Galasso I Pio         |                           |  |  |       |  |  |                   |  |  |                 |  |
|                      | Giberto I Pio | Galasso I Pio         |                           |  |  |       |  |  |                   |  |  |                 |  |
|                      | Giberto I Pio | Beatrice da Correggio |                           |  |  |       |  |  |                   |  |  |                 |  |
| Marco I Pio          | Giberto I Pio |                       |                           |  |  |       |  |  |                   |  |  |                 |  |
|                      |               | Bianca Casati         | Ramengo Casati            |  |  |       |  |  |                   |  |  |                 |  |
|                      |               | Bianca Casati         | Ramengo Casati            |  |  |       |  |  |                   |  |  |                 |  |
|                      |               | Bianca Casati         | …                         |  |  |       |  |  |                   |  |  |                 |  |
| Taddea Pio           |               | Bianca Casati         |                           |  |  |       |  |  |                   |  |  |                 |  |
|                      |               | Cabrino de' Roberti   | Filippo de' Roberti       |  |  |       |  |  |                   |  |  |                 |  |
|                      |               | Cabrino de' Roberti   | Filippo de' Roberti       |  |  |       |  |  |                   |  |  |                 |  |
|                      |               | Cabrino de' Roberti   | …                         |  |  |       |  |  |                   |  |  |                 |  |
| Taddea de' Roberti   |               | Cabrino de' Roberti   |                           |  |  |       |  |  |                   |  |  |                 |  |
|                      |               | Margherita del Sale   | …                         |  |  |       |  |  |                   |  |  |                 |  |
|                      |               | Margherita del Sale   | …                         |  |  |       |  |  |                   |  |  |                 |  |
|                      |               | Margherita del Sale   | …                         |  |  |       |  |  |                   |  |  |                 |  |
|                      |               | Margherita del Sale   |                           |  |  |       |  |  |                   |  |  |                 |  |